# Amage (Haute-Saône)
Amage ist eine französische Gemeinde mit 305 Einwohnern (Stand: 1. Januar 2022) im Département Haute-Saône in der Region Bourgogne-Franche-Comté. Die Bewohner werden Amageois und Amageoises genannt.

## Geographie
Amage liegt auf einer Höhe von 357 m über dem Meeresspiegel, neun Kilometer östlich von Luxeuil-les-Bains und etwa 35 Kilometer nordöstlich der Stadt Vesoul (Luftlinie). Das Dorf erstreckt sich im nördlichen Teil des Departements, in den westlichen Ausläufern der Vogesen, leicht erhöht am nördlichen Rand der Talniederung des Breuchin.
Die Fläche des 6,54 km² großen Gemeindegebiets umfasst einen Abschnitt der von Tälern durchzogenen Plateaulandschaft am Westrand der Vogesen. Die südliche Grenze verläuft entlang dem Breuchin, der hier mit mehreren Windungen durch eine Alluvialniederung nach Westen fließt. Die Talaue liegt auf durchschnittlich 340 m und weist eine Breite von rund einem Kilometer auf.
Vom Flusslauf erstreckt sich das Gemeindeareal nordwärts über die Talniederung, die Geländeterrasse von Amage und über einen überwiegend bewaldeten Steilhang bis auf die angrenzenden Hochflächen von Grand Ban im Westen und Petit Ban im Osten. Dazwischen befindet sich das tief eingeschnittene Tal des Ruisseau de Caignevoivre, eines kurzen Seitenbachs des Breuchin. Mit 560 m wird beim Gehöft Grand Fahy auf einer Kuppe die höchste Erhebung von Amage erreicht. Ganz im Nordwesten reicht der Gemeindeboden bis in das Tal des Raddon hinunter, eines weiteren Zuflusses des Breuchin. In geologisch-tektonischer Hinsicht sind die Höhen teils aus kristallinem Grundgestein, teils aus sandig-mergeligen Sedimenten des Lias aufgebaut. Auf den Hochflächen finden sich glaziale Ablagerungen aus dem Pleistozän. Das gesamte Gemeindegebiet gehört zum Regionalen Naturpark Ballons des Vosges.
Nachbargemeinden von Amage sind Saint-Bresson im Norden, Sainte-Marie-en-Chanois im Osten, La Proiselière-et-Langle und La Bruyère im Süden sowie Breuchotte und Raddon-et-Chapendu im Westen.

## Geschichte
Im Mittelalter gehörte Amage zur Freigrafschaft Burgund und darin zum Gebiet des Bailliage d’Amont. Die lokale Herrschaft hatten die Herren von Faucogney inne. Zusammen mit der Franche-Comté gelangte das Dorf mit dem Frieden von Nimwegen 1678 definitiv an Frankreich. Heute ist Amage Mitglied des Gemeindeverbandes Communauté de communes des 1000 étangs. Amage gehört zur Pfarrei Sainte-Marie-en-Chanois und besitzt keine eigene Kirche.

## Sehenswürdigkeiten
Im Ortszentrum befinden sich die Ruinen eines ehemaligen Hospitals des Antoniterordens. Eine hier gefundene Statue des heiligen Antonius (15. oder 16. Jahrhundert) wird im Schloss von Fougerolles aufbewahrt.

## Bevölkerung
| Jahr                       | 1962 | 1968 | 1975 | 1982 | 1990 | 1999 | 2006 | 2020 |
| -------------------------- | ---- | ---- | ---- | ---- | ---- | ---- | ---- | ---- |
| Einwohner                  | 230  | 208  | 200  | 228  | 242  | 293  | 353  | 313  |
| Quellen: Cassini und INSEE |      |      |      |      |      |      |      |      |

Mit 305 Einwohnern (1. Januar 2022) gehört Amage zu den kleineren Gemeinden des Départements Haute-Saône. Nachdem die Einwohnerzahl in der ersten Hälfte des 20. Jahrhunderts deutlich abgenommen hatte (1881 wurden noch 556 Personen gezählt), wurde seit Mitte der 1970er Jahre wieder ein kontinuierliches Bevölkerungswachstum verzeichnet.

## Wirtschaft und Infrastruktur
Amage war bis weit ins 20. Jahrhundert hinein ein vorwiegend durch die Landwirtschaft (Ackerbau, Obstbau und Viehzucht) und die Forstwirtschaft geprägtes Dorf. Die Wasserkraft der Bäche wurde für den Betrieb von Mühlen genutzt. Heute gibt es einige Betriebe des lokalen Kleingewerbes, darunter ein Unternehmen der Kunststoffverarbeitung. In den letzten Jahrzehnten hat sich das Dorf zu einer Wohngemeinde gewandelt. Viele Erwerbstätige sind deshalb Wegpendler, die in den größeren Ortschaften der Umgebung ihrer Arbeit nachgehen.
Die Ortschaft liegt abseits der größeren Durchgangsachsen an einer Departementsstraße, die von Luxeuil-les-Bains via Faucogney-et-la-Mer nach Rupt-sur-Moselle führt. Weitere Straßenverbindungen bestehen mit La Proiselière und Saint-Bresson.